# 新街 (雲林縣)
新街，是台灣雲林縣北港鎮的一個傳統地域名稱，位於該鎮中部。相較於今日行政區，其範圍大致包括劉厝里不含西部及北部凸出部分、新街里不含東南部、華勝里西北部。

## 歷史
台灣清治末期至日治初期，新街地區為一（舊制）街庄，稱為「新街庄」，隸屬於大槺榔東頂堡。該庄昔日北與溝皂庄、草湖庄為鄰，東與後溝仔庄為鄰，東南隔北港溪與板頭厝庄為界，南邊為（舊制）北港街，西邊為樹仔腳庄、好收庄。
1901年（日治明治三十四年）11月，全台廢縣廳改設二十廳，該庄隸屬於斗六廳。1903年（明治三十六年）6月，該庄編入「北港區」，隸屬於斗六廳。1909年（明治四十二年）10月，合併二十廳為十二廳，北港區改隸屬於嘉義廳。1920年（大正九年），全台地方制度大改正，廢十二廳改設五州二廳，該庄改制為「新街」大字，隸屬於臺南州北港郡（新制）北港街。
戰後北港街改制為北港鎮，隸屬於臺南縣，大字亦改制為里。1950年10月，雲、嘉、南分治，北港鎮改隸屬雲林縣。

## 聚落
本地區發展較早的聚落為劉厝、新街、竹圍等，在日治期初期的官方地圖上已有記載。

## 交通
省道台19線（華勝路）又稱「中央公路」，是彰化至台南永康的幹道，大致以北北東—南南西走向轉北北西—南南東走向經過本地區。由該道路向北北東可前往元長鄉、省道台78線（東西向快速公路－台西古坑線）元長交流道、襃忠鄉、崙背鄉、二崙鄉西北部等地；向南南東可前往北港鎮市區、六腳鄉、朴子市、義竹鄉等地。
縣道145號（新德路、華勝路、文仁路）是彰化縣埤頭鄉至嘉義縣六腳鄉港尾寮的道路，大致經過本地區東部及南部，其中華勝路的新德路至文仁路路段與省道台19線共線。由該道路向東北微東可前往元長鄉中部偏東南、土庫鎮、虎尾鎮、西螺鎮、埤頭鄉等地，向南微西繞過北港市區西側可前往六腳鄉的港尾寮並止於省道台19線路口。
縣道155號（民樂路）是五條港至北港的道路，大致以北向南轉東向西再轉北北東—南南西走向再轉北向南經過本地區中部偏東地帶。由該道路向北可前往五條港並止於省道台17線與台61線共線路口，向南轉南南東可前往四湖、水林、北港並止於省道台19線路口。
鄉道雲162線（無名道路、華勝路、新南路）是口莊至府番的道路。
鄉道雲162-1線（莒光路）是北港至新厝的道路。
鄉道雲167線是溝皂至劉厝的道路。

## 學校
- 建國國中

## 廟宇
- 北港碧水寺（又名北壇碧水寺）